# 벨 206
벨 206은 벨 헬리콥터가 생산한 다목적 헬리콥터이다.

## 제원 (206B-L4)
일반 특성
- 승무원: 1명
- 정원: 승객 4명
- 길이:* 39 ft 8 in (12.11 m)
- 로터직경: 33 ft 4 in (10.16 m)
- 높이: 9 ft 4 in (2.83 m)
- 디스크면적: 872 ft² (81.1 m²)
- 경하중량: 2,331 lb (1,057 kg)
- 최대이륙중량: 3,200 lb (1,451 kg)
- 엔진: 1 × Allison 250-C30P turboshaft, 420 shp; derated to 317 shp due to drivetrain limitations (310 kW)

성능
- 초과금지속도: 130 knots (241 km/h, 150 mph)
- 최대속도: 120 knots (222 km/h, 138 mph)
- 순항거리: 374 nmi (430 mi, 693 km)
- 최대고도: 13,500 ft (4,115 m)
- 상승률: 1,350 ft/min (6.9 m/s)
- 디스크 부하: 4 lb/ft² (177 N/m²)
- 출력대중량비: 0.26 hp/lb (430 W/kg)

## 같이 보기
- 벨 OH-58 카이오와
- 유로콥터 AS350 에퀴아이